# Bulbophyllum cryptanthum
Bulbophyllum cryptanthum là một loài phong lan thuộc chi Bulbophyllum.